# Kogarashi Monjirō: Kakawari gozansen
Série
Kogarashi Monjirō
(1972)
Pour plus de détails, voir Fiche technique et Distribution.
Kogarashi Monjirō: Kakawari gozansen (木枯し紋次郎 関わりござんせん) est un film japonais réalisé par Sadao Nakajima et sorti en 1972.

## Synopsis
Monjirō Kogarashi sauve la mise à Tsunehei, un yakuza particulièrement chanceux qui a gagné gros dans une maison de jeu, quand deux ruffians tentent de le dépouiller de ses gains. En remerciement Tsunehei invite Monjirō dans une auberge et lui offre même une geisha pour la nuit. Monjirō découvre que cette dernière n'est autre qu'Omitsu, la sœur aînée qui l'a élevé et qu'il a perdu de vue.
Apprenant cette relation, Minokichi Shimotaki un chef de clan yakuza local rachète les dettes d'Omitsu et tente d'engager Monjirō à ses côtés dans la guerre qui s'annonce avec un clan rival.

## Fiche technique
- Titre original : 木枯し紋次郎 関わりござんせん (Kogarashi Monjirō: Kakawari gozansen?)
- Réalisation : Sadao Nakajima
- Scénario : Tatsuo Nogami (ja), d'après un roman de Saho Sasazawa (en)
- Photographie : Motoya Washio
- Musique : Toshiaki Tsushima (ja)
- Décors : Akira Yoshimura
- Montage : Isamu Ichida (ja)
- Société de production : Tōei
- Pays de production :  Japon
- Langue originale : japonais
- Format : couleur — 2,35:1 — 35 mm — son mono
- Genres : Yakuza eiga, drame et action
- Durée : 90 minutes[1]
- Dates de sortie :
  - Japon : 14 septembre 1972[1]

## Distribution
- Bunta Sugawara : Monjirō Kogarashi
- Kunie Tanaka : Tsunehei
- Minoru Ōki : Minokichi Shimotaki
- Etsuko Ichihara : Omitsu
- Eiko Nakamura (ja) : Okoma
- Kyōsuke Machida (ja) : Mitsuki
- Rin'ichi Yamamoto (ja) : Kinzo
- Saburō Date (ja) : Rokubei Hakoda
- Akira Shioji (ja) : Shōjū
- Yukie Kagawa (ja) : la femme qui se suicide avec ses enfants